# لسلی وینگ
لسلی وینگ (انگلیسی: Leslie Wing؛ زادهٔ) یک هنرپیشه اهل ایالات متحده آمریکا است.